# Fritz Krischen
Fritz Krischen, auch Friedrich Krischen (* 26. Dezember 1881 in Köln; † 15. Juli 1949 in Lübeck), war ein deutscher Architekt, Bauforscher und Klassischer Archäologe.

## Leben
Nach dem Besuch des Joachimsthalschen Gymnasiums in Berlin, wo sein Vater als Postdirektor tätig war, studierte Krischen zunächst Architektur an der Technischen Hochschule (Berlin-)Charlottenburg. Er schloss das Studium mit dem Diplom ab und bestand nach dem Referendariat 1907 das 2. Staatsexamen zum Regierungsbaumeister (Assessor). Anschließend studierte er sowohl in Berlin als auch an der Universität Greifswald noch Archäologie, wo er auch 1911 bei Erich Pernice zum Dr. phil. promovierte. Nach dem Ersten Weltkrieg und verschiedenen Forschungsreisen berief ihn 1919 die RWTH Aachen als ordentlichen Professor für das Fachgebiet Formenlehre der antiken und mittelalterlichen Baukunst. Im Jahr 1924 folgte Krischen schließlich einem Ruf an die Technische Hochschule Danzig als Ordinarius für Allgemeine Kunstgeschichte, Baugeschichte und Formenlehre der Antike. Dort lehrte er bis zu seiner Emeritierung 1939 und leitete zwischenzeitlich in den Jahren 1931/1932 diese Hochschule auch als Rektor.
Nach dem Zweiten Weltkrieg und der Vertreibung aus Polen lebte Krischen ab 1945 in Lübeck, wo er sowohl an der dortigen Volkshochschule unterrichtete als auch einen Lehrauftrag an der Universität Hamburg ausübte. Darüber hinaus wurde er zu Vorträgen in die Schweiz eingeladen und widmete sich der Erstellung seiner letzten bedeutenden Publikation über die Weltwunder der Baukunst. Durch seinen plötzlichen Tod im Jahre 1949 konnte dieses Buch erst posthum fertiggestellt und 1956 herausgegeben werden.

## Wirken
In seinen beiden Fachgebieten galt Krischen von Anfang an als eine gefragte und kompetente Persönlichkeit. Als Architekt erhielt er bereits 1911 den Schinkelpreis für hervorragende technisch-wissenschaftliche Leistungen im Bauwesen, der nur an Nachwuchskräfte im Architekturwesen vergeben wurde, die nicht älter als 35 Jahre alt sind. Zwei Jahre später gewann er den Wettbewerb für die Neugestaltung des Alten Rathauses von Potsdam, der jedoch nie realisiert werden konnte, da sich die Stadtvertreter stattdessen für den Ausbau des Palastes Barberini entschieden hatten. Weiterhin wurde sowohl 1921 bis 1923 in Aachen als auch 1929 bis 1931 in Danzig der Bau mehrerer Wohn- und Siedlungshäuser nach seinen Entwürfen ausgeführt. Schließlich gewann Krischen im Jahr 1934 noch den Wettbewerb für den Ausbau des Danziger Staatstheaters, auch bekannt als Danziger Stadttheater Kaffeemühle, das nach 1945 jedoch nicht wieder aufgebaut wurde.
Noch während seines Studiums in Berlin, als er 1908 einer Nebentätigkeit am Berliner Pergamonmuseum nachging, wurden sowohl Theodor Wiegand als auch Robert Koldewey auf Krischen aufmerksam und luden ihn zu ihren jeweiligen Ausgrabungsexkursionen unter anderem nach Milet, Didyma, Priene, Samos und Babylon ein. Ab 1912 leitete Krischen selbstständig Ausgrabungen in Pompeji, Knidos, Ephesos, Halikarnassos und Konstantinopel, aber auch in Trier. In den Jahren 1917/18 gehörte er der Mazedonischen landeskundlichen Kommission an, die im Auftrag der deutschen Besatzungsmacht und der zuständigen Heeresleitung denkmalgeschützte Bauten und archäologische Funde in Mazedonien und hier vor allem im Gebiet um Stobi und Prilep freilegen, rekonstruieren und begutachten sollte. Zusammen mit Walter Andrae gehörte er 1928 zu dem Team, das für die Rekonstruktion des Pergamonaltars in Berlin zuständig war. Schließlich übernahm er nach seiner Emeritierung  1939 die technische Leitung der Ausgrabungen im ägyptischen Hermopolis Magna.
Fritz Krischen erstellte mehrere bedeutende Publikationen und graphische Buchillustrationen, wobei er teilweise mit seinem Freund und Kollegen Armin von Gerkan zusammenarbeitete. In seinem letzten, posthum veröffentlichten Werk Weltwunder der Baukunst fasste er seine für ihn wichtigsten Forschungsergebnisse beispielsweise über den Turm von Babylon, die Hängenden Gärten der Semiramis, den Tempel der Artemis in Ephesos sowie über das Mausoleum von Halikarnassos oder die ionische Formensprache zusammen.
Darüber hinaus gehörte Krischen der Koldewey-Gesellschaft an, zu deren Mitbegründern er auch zählte, sowie dem Deutschen Archäologischen Institut und der preußischen Akademie für Bauwesen.

## Schriften (Auswahl)
- Ein Festtag am Hofe des Minos. Schoetz & Parrhysius-Verlagshandlung, Berlin 1921.
- Die Befestigungen von Herakleia am Latmos. Vereinigung wissenschaftlicher Verleger, Berlin 1922.
- Thermen und Palaestren (mit A. v. Gerkan). Hans Schoetz & Co., Berlin 1928.
- Kunst und Geschichte. [Techn. Hochschule], Danzig 1931.
- Die griechische Stadt. Verlag Gebr. Mann, Berlin 1938.
- Die Landmauer von Konstantinopel. Teil 1. Zeichnerische Wiederherstellung mit begleitendem Text. De Gruyter, Berlin 1938.
- Die Stadtmauern von Pompeji und griechische Festungsbaukunst in Unteritalien und Sizilien. De Gruyter, Berlin 1941.
- Antike Rathäuser. Gebr. Mann, Berlin 1941.
- Weltwunder der Baukunst in Babylonien und Jonien. E. Wasmuth, Tübingen 1956.